# Adélia Sampaio
Adélia Sampaio (Belo Horizonte, 20 de diciembre de 1944) es una cineasta, productora, guionista y directora de arte brasileña. Fue la primera mujer negra en dirigir un largometraje en Brasil, con su obra Amor maldito estrenada en 1984, basada en hechos reales sobre la controversia legal de una mujer lesbiana.
Además, Adélia Sampaio estuvo involucrada desde la década de 1970 hasta la década de 1980, en películas dirigidas por nombres como Vanja Orico, Geraldo Santos Pereira, José Medeiros, Roberto Mauro. También firmó la producción de la última película de Luiz de Barros (…) Ele, Ela, Quem? (1980).
En la actualidad, además de sus proyectos fílmicos, participa en diferentes eventos alrededor de Brasil sobre cine, algunos de ellos con el objetivo de promover el trabajo de cineastas negros y ocupa un lugar privilegiado en la historia del cine brasileño.

## Biografía
Adélia Sampaio es hija de una criada doméstica y creció en un asilo. Con frecuencia en entrevistas recuerda las dificultades que tuvo que sortear socialmente, debido a los prejuicios raciales y sociales de su país 
Es un desafío nacer negro en un país que tiene prejuicios de color y prejuicios sociales incrustados en su vientre.
Sampaio se mudó a Río de Janeiro a los 12 años y en sus entrevistas también ha explicado que entró por primera vez en un cine a los catorce años y que su deseo de convertirse en cineasta vino después viendo la película Iván el Terrible (Sergei Eisenstein, 1944), compartiendo este deseo con su hermana, Eliana Cobbett, quien posteriormente la ayudaría a entrar a la industria cinematográfica en 1967.

### Carrera profesional
Adélia Sampaio en 1967 inicia su carrera en Difilm - Distribuidora de Filmes Ltda., Productora y distribuidora de nombres vinculados al Cinema Novo, como Luiz Carlos Barreto y Joaquim Pedro de Andrade. Tal y como lo indica la cineasta en una de sus varias entrevistas: “Llegué al cine de la mano de mi hermana Eliana Cobbett (quien dirigía y administraba la distribuidora), (…) en 1967. Organizando el programa en 16mm para cineclubes. Paralelamente, respondió el teléfono.”
Aunque Adélia Sampaio ingreso a Difilm, su proyecto de convertirse en directora tuvo que ser pospuesto, ya que debía “cuidar de sus dos hijos, su esposo en ese momento, miembro del Movimiento Revolucionario 8 de Octubre (MR-8), fue un preso político de la dictadura civil-militar brasileña”, la propia cineasta, hace referencia a estos hechos y el apoyo que recibió de otros miembros de la distribuidora: “Para mí, tener cerca a Mario Falaschi y Luiz Carlos Barreto me dio seguridad. Vivíamos en 1968, los tiempos duros de la dictadura, con dos hijos pequeños y un marido periodista (Pedro Porfírio), preso político”. Sumado a esto, incluso ella estuvo encarcelada: “Me arrestaron y me golpearon. (…) buscaban a la esposa de un periodista y en cuanto la atraparon me dejaron en libertad.”

#### Primeras experiencias
La formación como cineasta de Adélia Sampaio, “según ella misma, tuvo lugar dentro de los sets de rodaje.” Esto tras su salida de Difilm, ya que, su hermana y ella formaron su propio dúo de producción he hicieron “jutas todas las películas de William Cobbett”;  “como ‘O Monstro de Santa Tereza’ (1975) y ‘O grande Palhaço’ (1980), actuando no solo como productora, sino como productora ejecutiva, continuista y maquilladora.” Además, también trabajaron en las obras: “‘A Cartomante’ (1974), de Marcos Faria, ‘Costinha eo King Mong’ (1977 - Alcino Diniz), ‘O Coronel e o Lobisomem’ (1976 - Alcino Diniz) ‘Gente fina é Oura Coisa’ (1977), de Antonio Calmon.
Durante su periodo en Difilms y como compañera de su hermana “Adélia creó lazos de amistad con algunas personas que tenían un papel en el cine nacional, entre ellos José Medeiros y Dib Lutfi, quienes fueron grandes fotógrafos de la época.” Así, la historia de Adélia se entremezclo “con la historia del Cinema Novo, ella convivió con el grupo de cineastas idealistas, que rompió con los estándares entonces vigentes en la cinematografía brasileña marcados por la producción de los grandes estudios.
Ejemplo de esto está su participación en la película: O Seminarista (Geraldo Santos Pereira, 1977), esta fue la primera película de la actriz Louise Cardoso. También tuvo la oportunidad de trabajar con Rafael Valverde. Con él, Adélia aprendió muchos aspectos sobre la edición de películas, según ella
Gracias a estos vínculos con otras personas de la industria cinematográfica, Adélia Sampaio también encontró una oportunidad para el desarrollo de sus propias obras, tal y como lo menciona:
Cómo tuve una amistad cercana con los asistentes de cámara, y el asistente de cámara recorta el negativo, chasis, no el de tu época, sino el chasis, la lata de la película, ya sabes, ¿verdad? Entonces, cada vez que cortaban partes de las películas, los trozos sobrantes me los daban. Hice mucha película de sobras (…)

#### A. F. Sampaio Produções
A. F. Sampaio Produções fue la empresa de producción fundada por Adélia Sampaio, a través de esta, la cineasta se encargó de la realización de proyectos de otros cineastas además de los propios.
Entre las producciones de otros cineastas destacan: “el último largometraje de Lulu de Barros, ‘Ele, Ela, Quem?’ (1977). El primer largometraje del fotógrafo Zé Medeiros (José Medeiros), ‘Parceiros da Aventura’ (1980) (…) Los cinco cortometrajes. Un mediometraje con la actriz Beyla Genauer y Naum Siroski.
Con respecto a Parceiros da Aventura, conformó un equipo técnico compuesto en su mayoría por negros y el elenco también contó con la participación de actores y actrices negros. Algo que, autores como Elias da Silva Cleonice y Edileuza Penha de Souza observan como parte de la lucha activa por los derechos y la autoafirmación de la población negra brasileña.

#### Denuncia Empty
Por otro lado, entre las producciones propias de Adélia Sampaio, destaca su primer trabajo como directora: “un cortometraje, Denuncia Empty (1979) (…) El corto está basado en una historia real de una pareja de ancianos que se suicidó tras recibir la denuncia vacía, la cual fue la recuperación de una propiedad por parte de su arrendador”
Este corto “contó con la actuación del actor Rodolfo Arena”. Además fue financiado por “Mário Falaschi, un italiano que dio mucho apoyo a los realizadores de Cinema Novo. (…) se mostró en Cinema Palácio, logró una buena recepción que le permitió hacer otros cortometrajes.” Esto gracias a la ley de cortometraje, la cual exigía la proyección de un cortometraje nacional antes de las proyecciones extranjeras, dicha ley “permitió a algunos cineastas iniciar sus carreras con la realización de cortometrajes.”

#### Amor maldito
Tras los beneficios de su primer cortometraje, Adélia Sampaio logró echar a andar su entonces proyecto más ambicioso dirigir un largometraje. Contó con la colaboración del periodista José Louzeiro para escribir el guion de Amor Maldito (1984) Cabe destacar que “El guión de la película se completó en 1974, pero Adélia Sampaio tardó casi cuatro años en hacerlo factible.”
Esta producción fue protagonizada por Monique Lafond y Wilma Dias:
La película trata sobre un romance homoafectivo entre Fernanda (Monique Lafond), una emprendedora decidida, segura de sí misma, y Sueli (Wilma Dias), una ex-miss joven, superficial e intrascendente. La trama comienza cuando Sueli va al apartamento de Fernanda y se tira por la ventana, Fernanda es acusada de asesinato. A medida que transcurre el drama, se sabe que Sueli engañó a Fernanda con un periodista y toda la información posterior se adquiere a través de los testimonios realizados, sin conocer su veracidad. La película sigue la línea en un tono de crónica policial con una mirada muy teatral. Con base en hechos reales, el caso ocurrió en el barrio de Jacarepaguá en Río de Janeiro.
En su momento “las repercusiones de Amor maldito fueron casi nulas salvo una reseña de Leon Cakoff en Folha de S. Paulo, quien describió la película como ‘un oasis en medio de tanta película pornográfica’. Sin embargo, en la actualidad, “‘Amor Maldito’ es un hito del cine brasileño, una de las pocas películas nacionales con un tema central sobre la homosexualidad femenina para un público más amplio".
Louzeiro tuvo acceso a los registros judiciales, Adélia dijo que para el periodista utilizar estos registros para la elaboración del guion sería una forma de mostrar al público la “violencia del tribunal de manera real”. Adélia invitó a José Medeiros a ser el director de fotografía de la película, pero él se negó. (…) Ante la negativa de su amigo, Adélia invitó a Paulo César Mauro, quien ya había dirigido la fotografía de sus cortometrajes.
Cabe señalar que esta película “participó y participa en festivales, cuyo tema son los temas del movimiento LGBT, entre ellos, el Festival Internacional de Cine Lésbico y Gay de San Francisco. Se filmó en solo tres semanas y una de sus ubicaciones fue el tribunal de Niterói”.

#### Fugindo do Passado: Um Drink para Tetéia e História Banal(1987) yAI5 - O Dia que não existía
Adélia Sampaio en la realización de estos dos filmes llevó el tema de la opresión al cine y la televisión, plasmando en ambas producciones los recuerdos sobre la dictadura. Además, en palabras de la propia cineasta ambas películas están tienen el propósito de “alertar y recordar a un país con tan poca memoria. 
Para Adélia Sampaio es muy importante hablar de la dictadura cívico-militar, pues hay jóvenes que desconocen el pasado de Brasil. Fue testigo de una situación en la que un grupo de jóvenes dijo que la serie que mostró la cadena Globo en 2017, Os dias eram assim, es solo una ficción más. En este sentido, el medio audiovisual puede contribuir a sacar a la luz aspectos del período de gobierno de los militares. 
En líneas generales: las películas de Adélia Sampaio se basan en problemas sociales. Buscando hechos reales como inspiración, retrata temas sensibles que involucran a diferentes generaciones de ancianos, adultos, jóvenes y niños; llevando a las pantallas temáticas como el afecto, el amor y la violencia, construye un cine brasileño como espacio de pertenencia y referente de la historia.

#### Año 2020
En 2020  Sampaio se encuentra involucrada en un par de proyectos de ficción inspirados en acontecimiento reales:
Meu nome é Carretel, un cortometraje, es la historia de un niño de una comunidad, que fue criado con cariño y cuidado por la familia. Consigue un trabajo con un repartidor de farmacia. En su segunda entrega, es humillado por una mujer. Furioso con la situación, arroja el carrete de cera con un hilo, que siempre lleva en el bolsillo, termina detenido, luego se escapa. El chico sin perspectivas se involucra en el tráfico de drogas en el cerro. El otro es un largometraje ambientado en la época de la dictadura cívico-militar, A barca das visitantes, sobre visitas a presos políticos en la antigua cárcel de Ilha Grande. El guion se basa en las cartas que recibió de su entonces esposo mientras estaba en prisión.

## Obras

### Directora de producción
- O Monstro de Santa Teresa (1975)
- O Seminarista (1977)
- O Grande Palhaço (1980)
- Um Menino... Uma Mulher (1980)[16]
- Ele, Ela, Quem? (1980)

### Guionista
- AI-5 - O Dia Que Não Existiu (película documental para TV) (2004)
- Amor Maldito (1984)
- Denúncia Vazia (1979) (cortometraje)
- O Segredo da Rosa (1974)

### Productora
- Amor Maldito (1984)
- Parceiros da Aventura (1980)
- Ele, Ela, Quem? (1980)

### Productora ejecutiva
- O Segredo da Rosa (1974)

### Directora
- Amor Maldito (1984)
- Denúncia Vazia (1979 ) (cortometraje)
- AI-5 - O Dia Que Não Existiu (2004 ) (película documental para TV) en colaboración con Paulo Markum.
- Na poeira das ruas (1982) (cortometraje)[17]
- O mundo de Dentro (2018) (cortometraje)[14]
- ... Agora um Deus Dança em Mim (1981) (cortometraje)
- Adulto não brinca, (1980) (cortometraje)
- Fugindo do Passado: Um Drink para Tetéia e História Banal (1987)

### Asistente de producción
- Ibraim do Subúrbio (1976)

#### Participaciones
- Cinema Diversidade, Os Pioneiros (2018) (película documental para TV)[18]

## Premios y reconocimientos
- I Encuentro Internacional de Cineastas y Productores Negros, “Muestra Competitiva de Cine Negro Adélia Sampaio”, Universidad de Brasilia (UnB), 2017.
- Cartel Adélia, Colectivo compuesto por profesionales negras del audiovisual, residentes de la periferia de Río de Janeiro.
- Adele Sampaio Cineclub, Creado en 2016 en Porto Alegre, capital del estado de Rio Grande do Sul, por el Coletivo Criadoras Negras.
- “Foco: Lesbianas pioneras en la dirección”, 26º Festival Mix Brasil, 2018.[14]